# Звонко Пантовић Чипи
Звонко Пантовић Чипи (Крагујевац, 23. мај 1966) српски и југословенски је рок музичар, певач, композитор, текстописац, оснивач и фронтмен крагујевачког хеви метал састава Освајачи.

## Дискографија

### Студијски албуми
1. 1991. Крв и лед (ПГП РТБ)
2. 1995. Сам (ПГП РТС)

1. 1999. Вино црвено (Гранд продукција)
2. 2000. Невера (Гранд продукција)
3. 2002. Црно око (Сити рекордс)
4. 2015. Сад је на мене ред (Гранд продукција)

1. 2010. На балкану (ПГП РТБ)

### Освајачи Ол Старс
1. 1999. Вино црвено / Марија (Гранд продукција)

### Чипи и Индустрија
1. 2010. На Балкану / Превара

### Освајачи
1. 2014. Паклени пут (ПГП РТС)